# Belvédère (Maastricht)
Belvédère is een gebied in het noordwesten van de Nederlandse stad Maastricht. Het is tevens een van de 44 officiële buurten binnen de gemeente Maastricht. Het gebied Belvédère is vooral bekend van de archeologische opgravingen, die de oudste sporen van menselijke aanwezigheid in Nederland aan het licht hebben gebracht. Sinds eind jaren negentig wordt de naam tevens gebruikt voor een groter gebied in het noordwesten van Maastricht (zie: Plan Belvédère).

## Ligging
Belvédère ligt in het noordwesten van de gemeente Maastricht, op de linkeroever van de Maas. Het zuidoostelijk deel van de buurt is vrij vlak; in het noorden en westen vertoont het landschap vrij veel reliëf, waarbij de kunstmatige Belvédèreberg voor een extra accent zorgt.
De buurt grenst in het zuiden aan het Frontenkwartier en Bosscherveld, in het westen aan Oud-Caberg (minder dan 250 m) en Lanakerveld, in het noorden aan de Belgische gemeente Lanaken en in het oosten aan Boschpoort. De belangrijkste grenzen worden gevormd door de Sandersweg (in het zuiden), de Brusselseweg in het westen, de rijksgrens met België (in het noorden) en de Zuid-Willemsvaart (in het oosten).
De Brusselseweg en de Belvédèrelaan zijn de belangrijkste verkeerswegen. Het gebied wordt doorsneden door de niet meer actieve Spoorlijn 20 (Hasselt-Maastricht).

## Geschiedenis

### Naamgeving
Belvédère was oorspronkelijk de naam van een landhuis nabij de Zuid-Willemsvaart. Later ging deze naam over op de nabijgelegen steenfabriek, de bijbehorende kleigroeve en het daarvan afgeleide geologische tijdperk, en nog later op de buurt en het grotere gebied in Noordwest-Maastricht.

### Archeologie

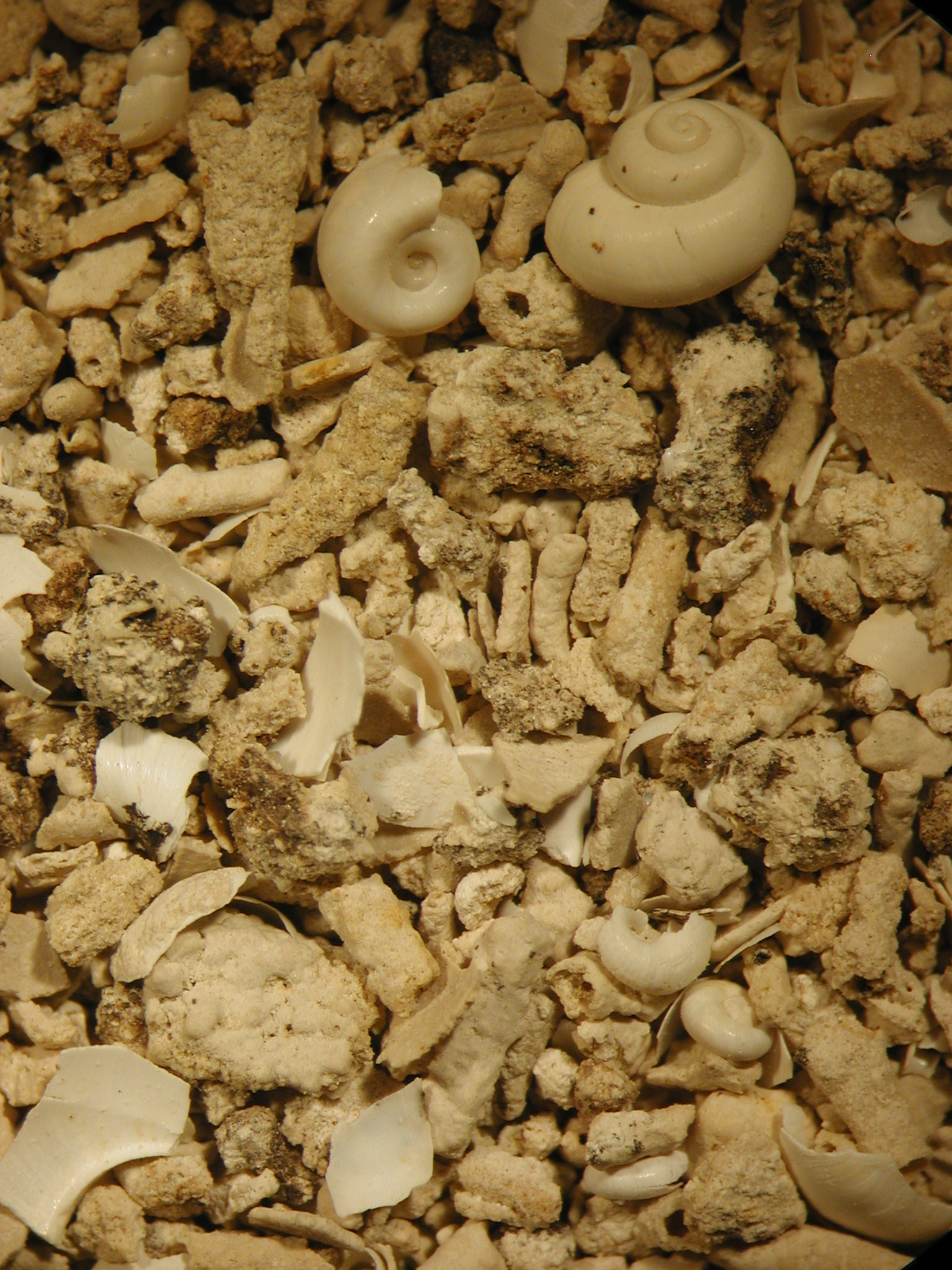
Vondsten Belvédèregroeve

In de lössgroeve 'Belvédère' zijn de oudste, gedateerde archeologische resten van Nederland opgegraven. Bij opgravingen in de jaren 80 van de 20e eeuw zijn resten gevonden uit verschillende perioden van de oude steentijd.
Uit de vroegste fase, rond 250.000 jaar geleden, zijn sporen van menselijke bewoning in tijdelijke kampementen opgegraven. De vondsten bestaan uit stenen werktuigen van Homo neanderthalensis en resten van dierenbotten. Een van de meer spectaculaire vondsten is die van een vuurstenen mes, dat door wetenschappers van de Universiteit Leiden is onderzocht op microscopische gebruikssporen. Hieruit bleek dat het mes gebruikt was voor het slachten van een wolharige neushoorn, waarvan eveneens ter plekke botrestanten gevonden waren. Ook uit een latere fase, rond 80.000 jaar geleden, zijn resten van een kampement van neanderthalers gevonden.
Ook zijn in de Belvédèregroeve, zoals op andere plaatsen rond Maastricht, dorpen gevonden van de eerste boerencultuur die in Nederland voorkwam, de bandkeramiek.
In het noorden van de buurt loopt een stukje van de Oude Heirweg, die zich in het aangrenzende Smeermaas voortzet. Deze weg was in de Romeinse tijd waarschijnlijk onderdeel van de heirbaan Maastricht-Nijmegen. Vlakbij lag de Gallo-Romeinse villa van Smeermaas. Recent archeologisch onderzoek bij de iets zuidelijker gelegen Postbaan, heeft geen Romeinse oorsprong kunnen aantonen. Wel werd een beschadigde, 10 kg wegende kanonskogel gevonden, mogelijk achtergelaten na de vele belegeringen van Maastricht, maar mogelijk ook van elders afkomstig.

### Middeleeuwen en ancien régime
Tot de komst van de Fransen in 1794 behoorde Belvédère tot het dunbevolkte graafschap van de Vroenhof. De Vroenhof was geen echt graafschap, maar een overblijfsel van een vroegmiddeleeuwse, oorspronkelijk koninklijke laathof. Het bestuur was gevestigd in de Hof van Lenculen, aanvankelijk aan de Tongersestraat, later op de hoek van het Vrijthof en de Statenstraat. Na het vertrek van de Fransen vormde de Vroenhof een Nederlandse gemeente met als hoofdplaats Wolder. Na de splitsing van Nederland en België kreeg het Nederlandse deel de naam Oud-Vroenhoven. In 1920 werd deze gemeente door Maastricht geannexeerd.

Tot begin 20e eeuw was dit een landbouwgebied. De meeste boerderijen stonden in Oud-Caberg. In 1439 wordt een wijngaard vermeld in dit gebied. Het gebied lag buiten de gordel van vestingwerken van Maastricht, maar was desondanks het strijdtoneel van menige belegering.

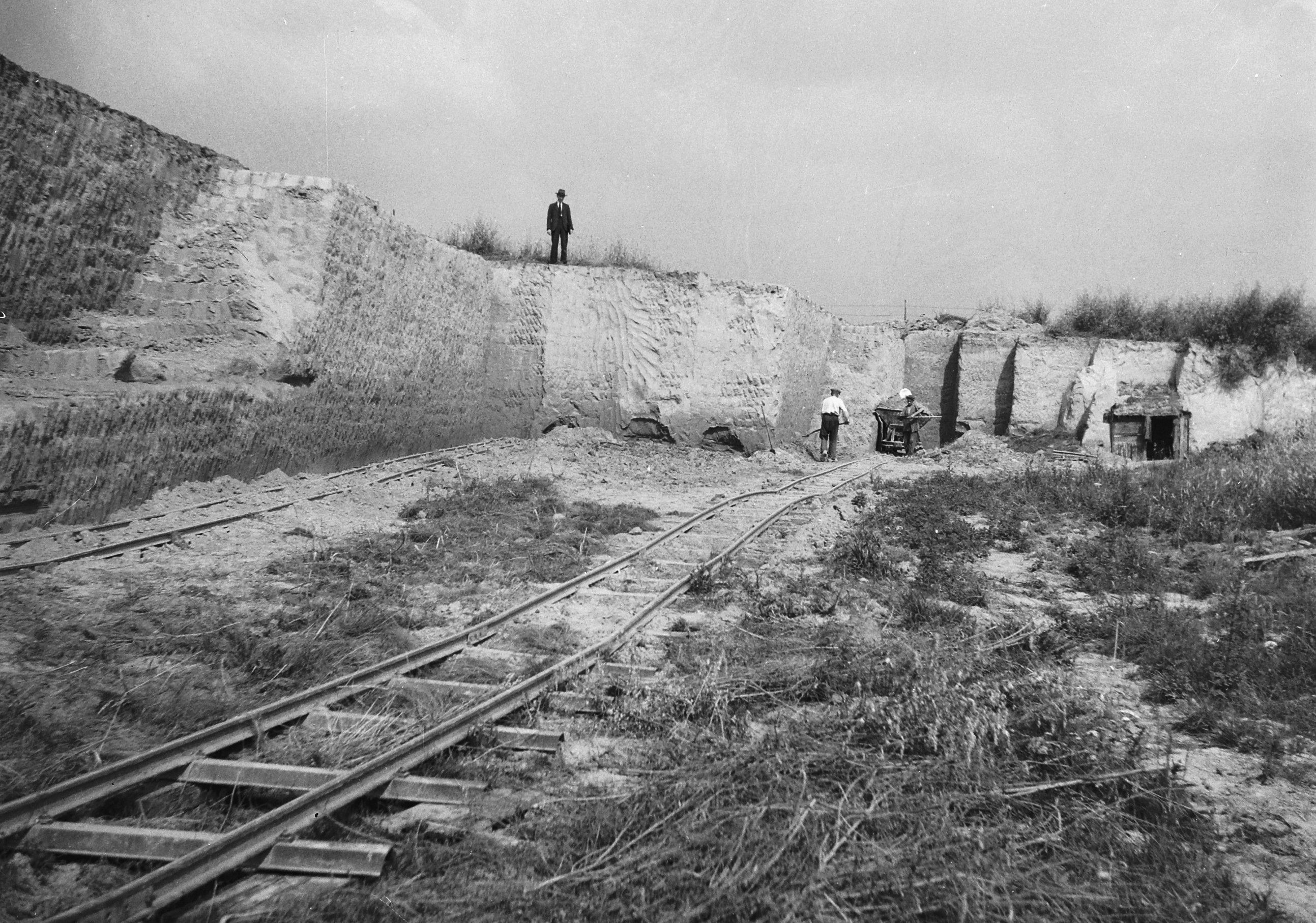
Kleigroeve Belvédère in 1950

### Recente geschiedenis
In 1856 werd de Spoorlijn 20 Hasselt - Maastricht in gebruik genomen. In 1954 werd de lijn gesloten voor het personenvervoer; in 1992 ook voor het goederenvervoer. Sinds eind 20e eeuw zijn er plannen om Spoorlijn 20 te reactiveren. Een eerste poging om de lijn in gebruik te nemen als goederenspoorlijn tussen Maastricht en Lanaken, leidde tot een grondige renovatie van het traject, maar niet tot het gewenste goederenvervoer. In 2008 tekenden de Ministers van Verkeer van Nederland en Vlaanderen een overeenkomst voor de aanleg van de Sneltram Hasselt - Maastricht, waarbij het spoor tussen Lanaken en Maastricht door de tram zal worden gebruikt.
Sinds eind 19e eeuw is een groot deel van dit gebied in gebruik als industrieterrein. De niet meer bestaande stoomsteenfabriek 'Belvédère' (1897-1982) van de firma Baeten & Lalieu was een van de eerste industriële vestigingen. Min of meer op dezelfde plek in het noordelijk puntje van de tegenwoordige buurt is de steenfabriek Klinkers gevestigd. De bijbehorende kleigroeve is nog steeds in gebruik. Een ander oud bedrijf (oorspronkelijk uit 1834) is het metaalverwerkende bedrijf van Thomas Regout, lange tijd Maastrichtse Spijker- en Draadnagelfabriek geheten. De pigmentfabriek van BASF Nederland (vroeger Ten Horn, daarna Ciba-Geigy) behoort tot de grotere bedrijven. In het gebied bevinden zich tevens een rioolwaterzuiveringsinstallatie en een vuilstortplaats. De zogenaamde Belvédèreberg is in feite een kunstmatige heuvel, ontstaan door het tientallen jaren lang storten van huisvuil en bedrijfsafval.

## Heden en toekomst

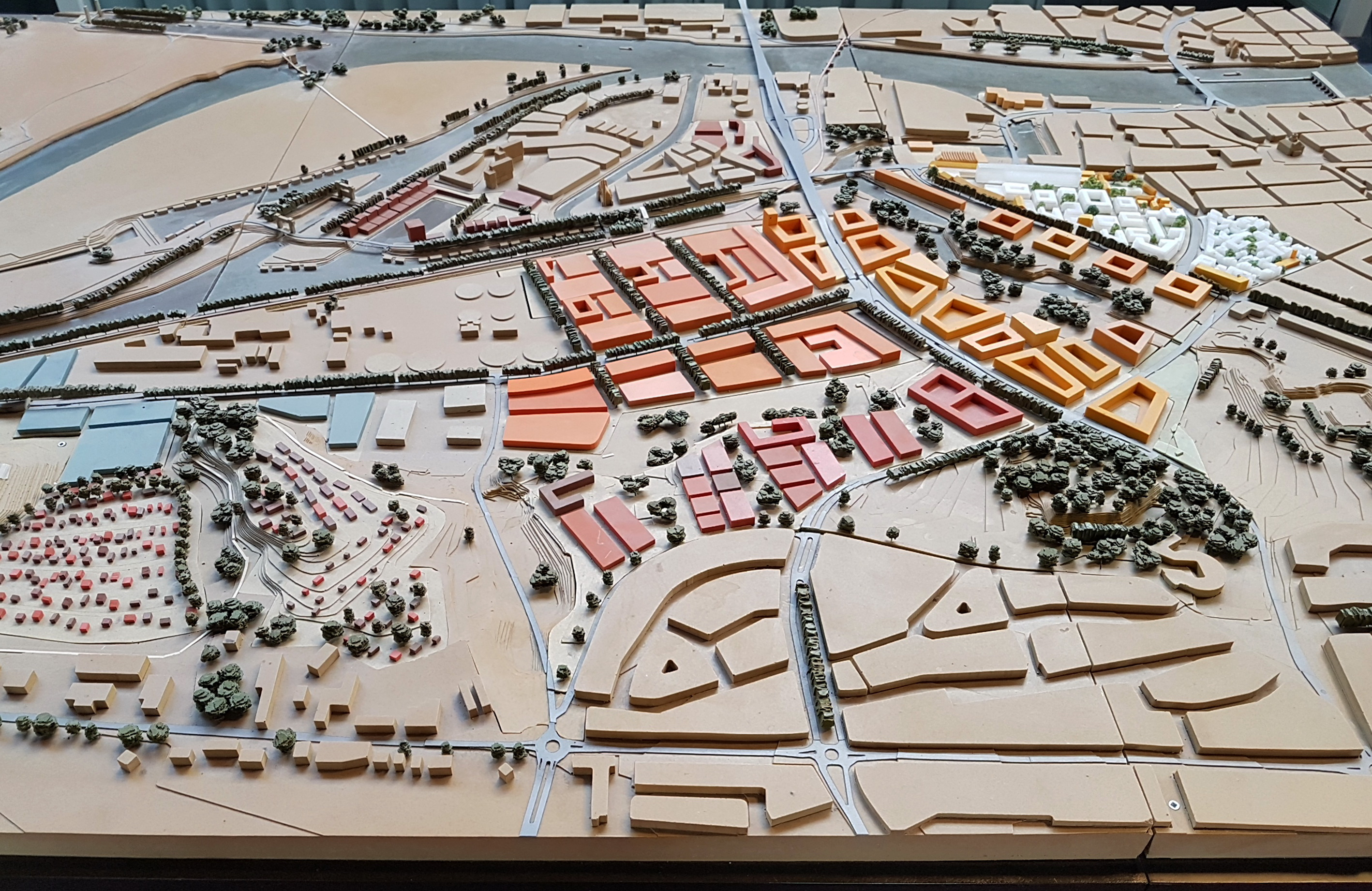
Maquette Plan Belvédère. Linksonder: de Belvédèreberg

In 1999 presenteerde de stedenbouwkundige Frits Palmboom het Plan Belvédère, een structuurvisie voor een gebied dat veel groter is dan de buurt Belvédère. Volgens de plannen van Bureau Palmbout zouden de verouderde industriegebieden aan de noordwestkant van Maastricht tussen 2000 en 2025 een enorme transformatie ondergaan. In de eigenlijke buurt Belvédère was lange tijd weinig te zien van de voorspelde veranderingen. In 2018 werd de Belvédèrelaan in gebruik genomen, die de verkeersdruk op de Cabergerweg, de Brusselseweg en het westelijk deel van de Maastrichtse singelring heeft verminderd.
Het meest opzienbarende onderdeel van de oorspronkelijke plannen betrof de bouw van een woonwijk op de voormalige stortplaats, de Belvédèreheuvel ("wonen op de vuilnisbelt"), maar de realisering daarvan lijkt anno 2020 onwaarschijnlijk. In dat jaar werd een zonnepark in gebruik genomen op het vlakke deel van de Belvédèreheuvel. De circa 30.000 zonnepanelen kunnen zo'n 11 miljoen kilowattuur elektriciteit per jaar opwekken, te vergelijken met het energieverbruik van 3500 huishoudens. Een groot deel daarvan wordt afgenomen door de Universiteit Maastricht, een van de investeerders in het zonnepark (samen met Nazorg B.V., een bedrijf dat zich bezighoudt met de afwerking van vuilnisstortplaatsen). De universiteit hoopt hiermee in 30% van haar energiebehoefte te kunnen voorzien en zo haar doelstelling te realiseren om in 2030 klimaatneutraal te zijn. Een tweede 'zonneweide' met ca. 60.000 panelen is gepland in het vlakbij gelegen Lanakerveld.

## Afbeeldingen

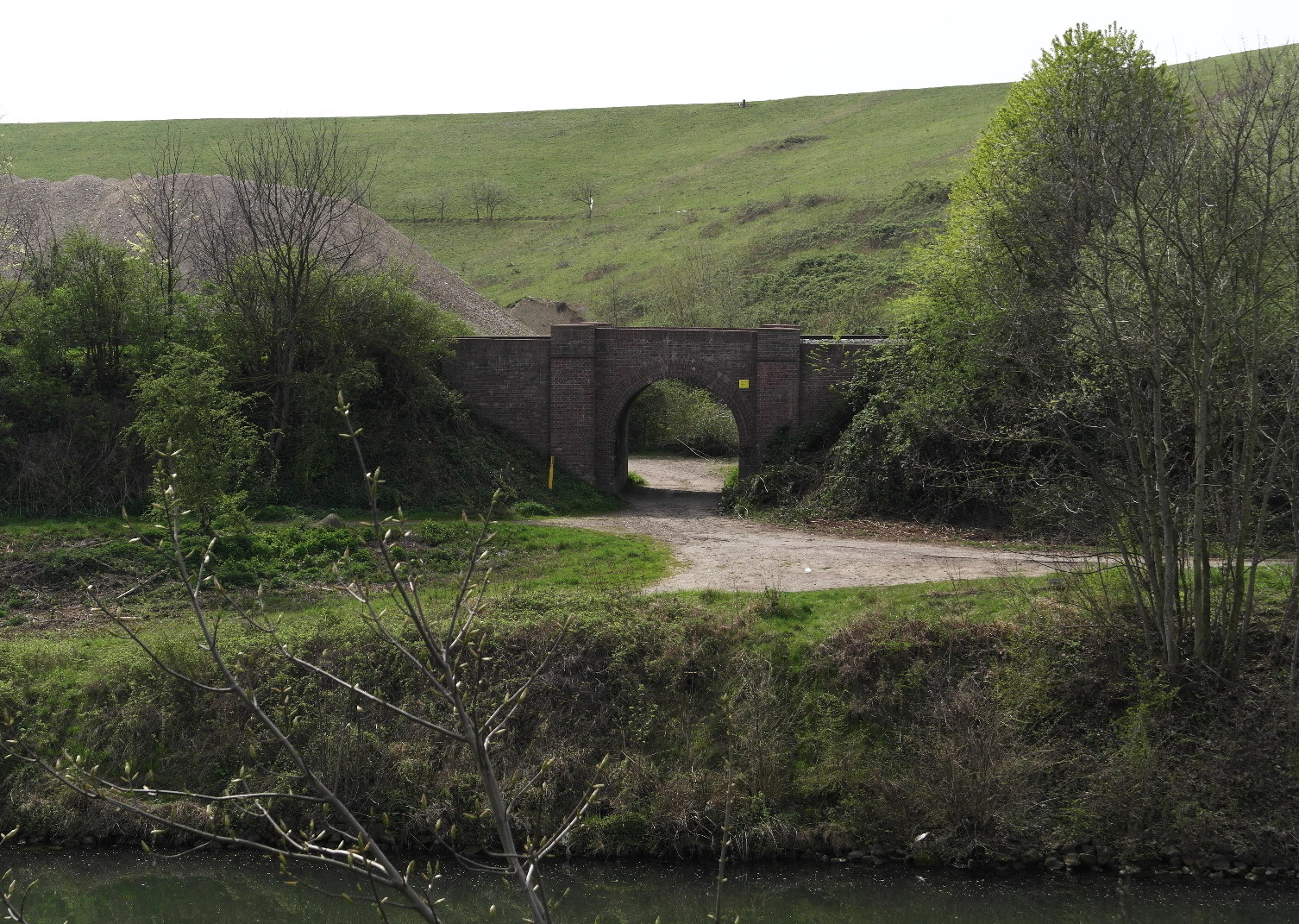
Zuid-Willemsvaart, spoorbrug en Belvédèreberg
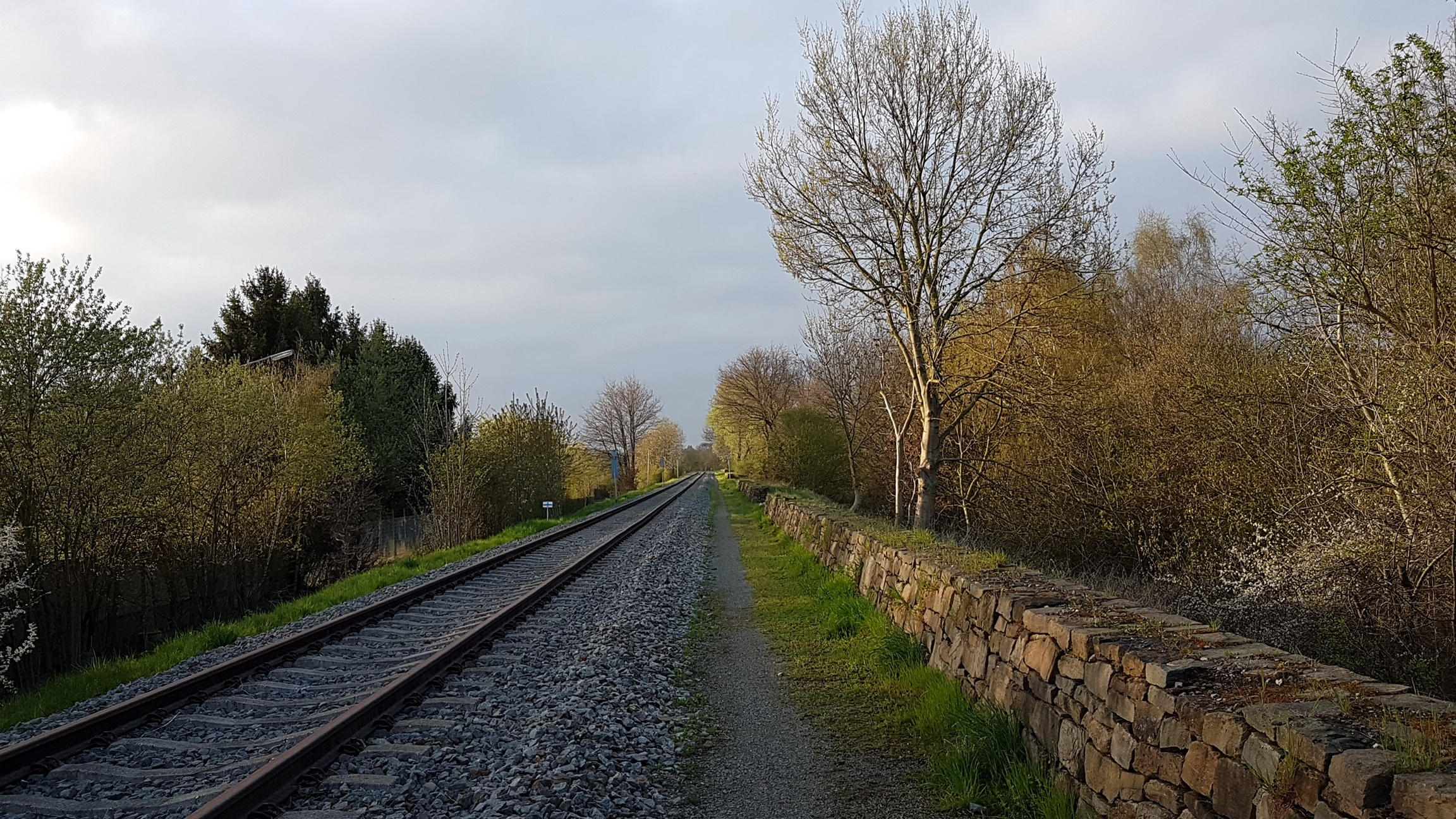
Natuurontwikkeling langs spoorlijn 20
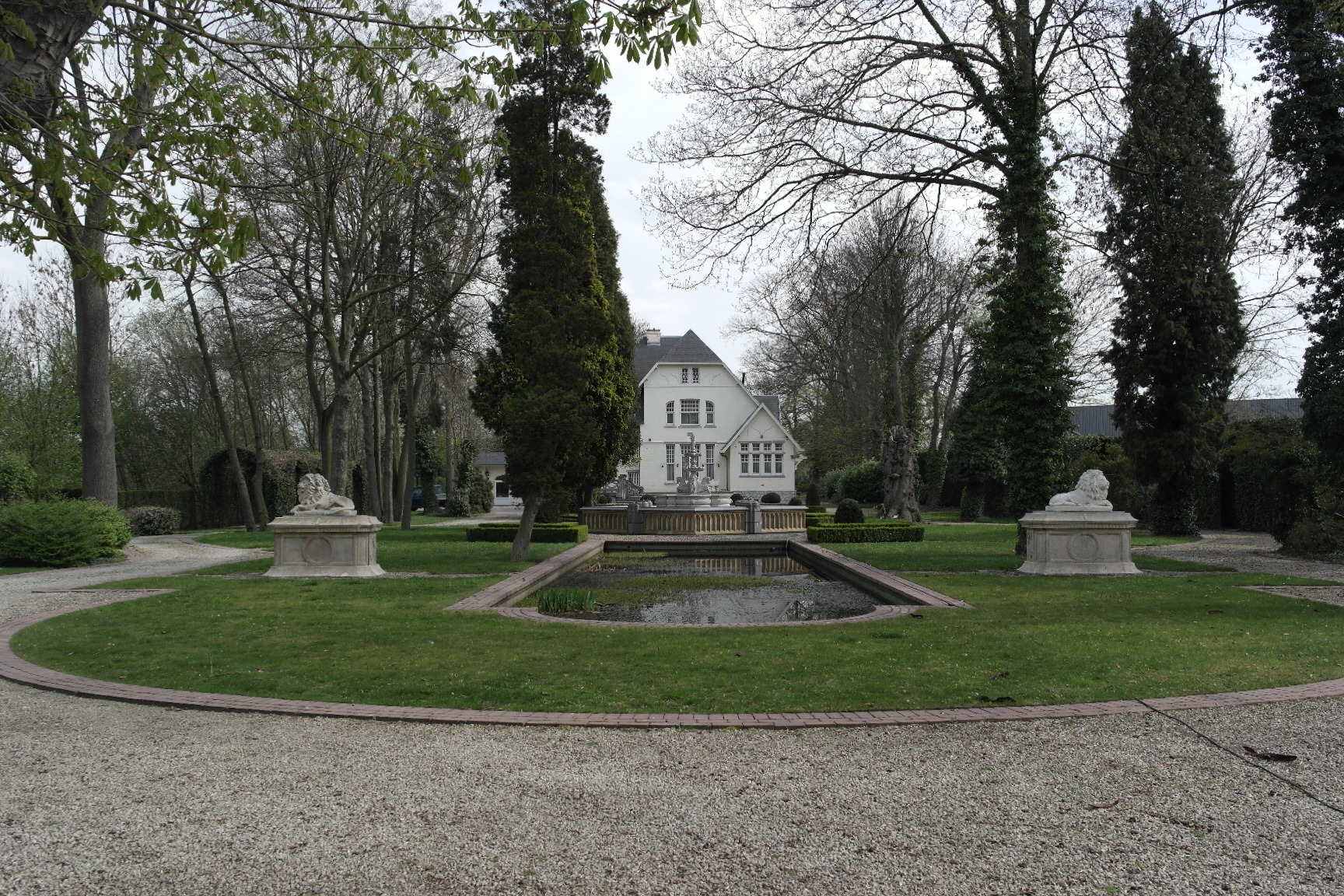
Brusselseweg, Villa Bon Abri
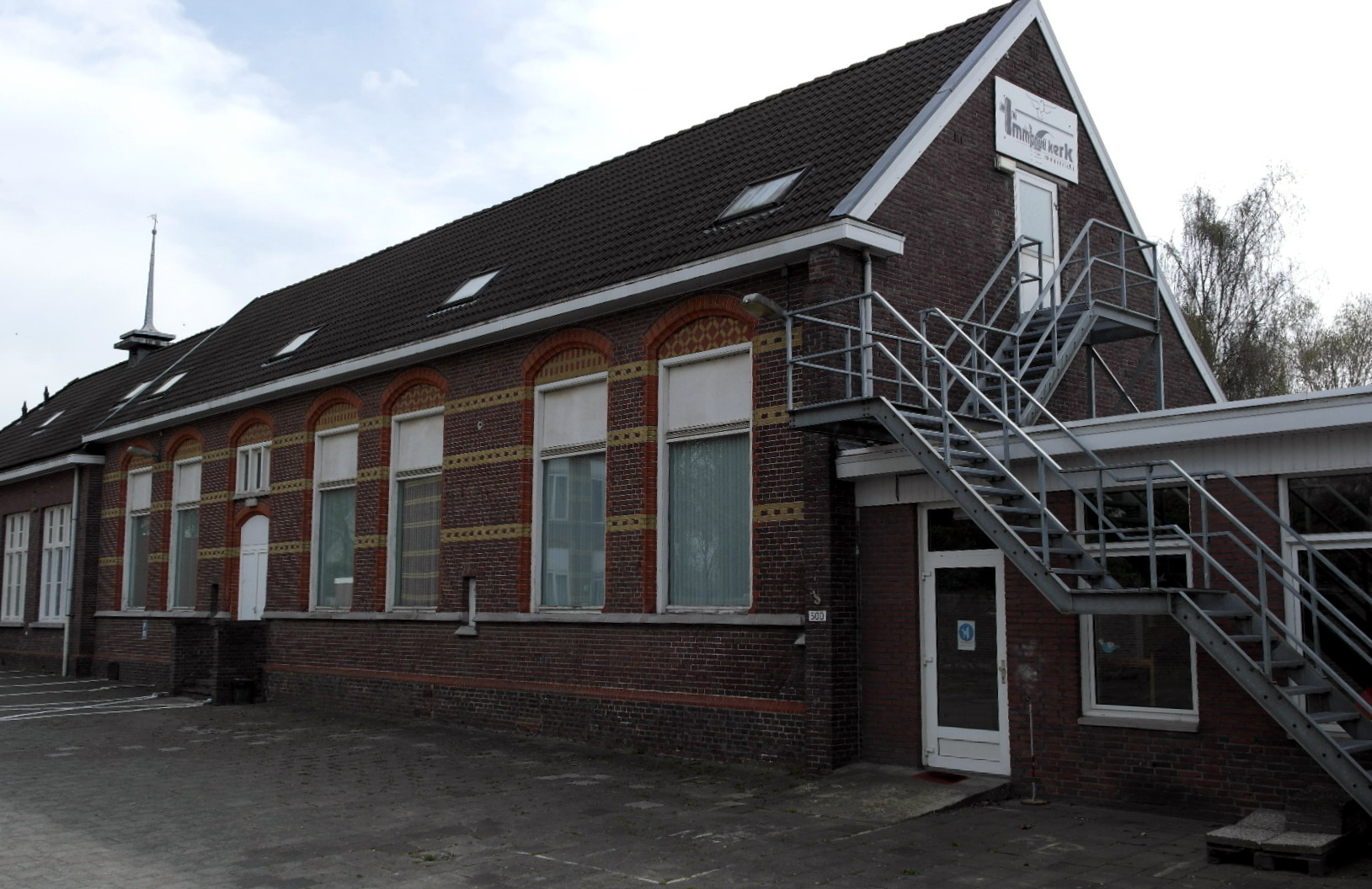
Brusselseweg, Immanuëlkerk
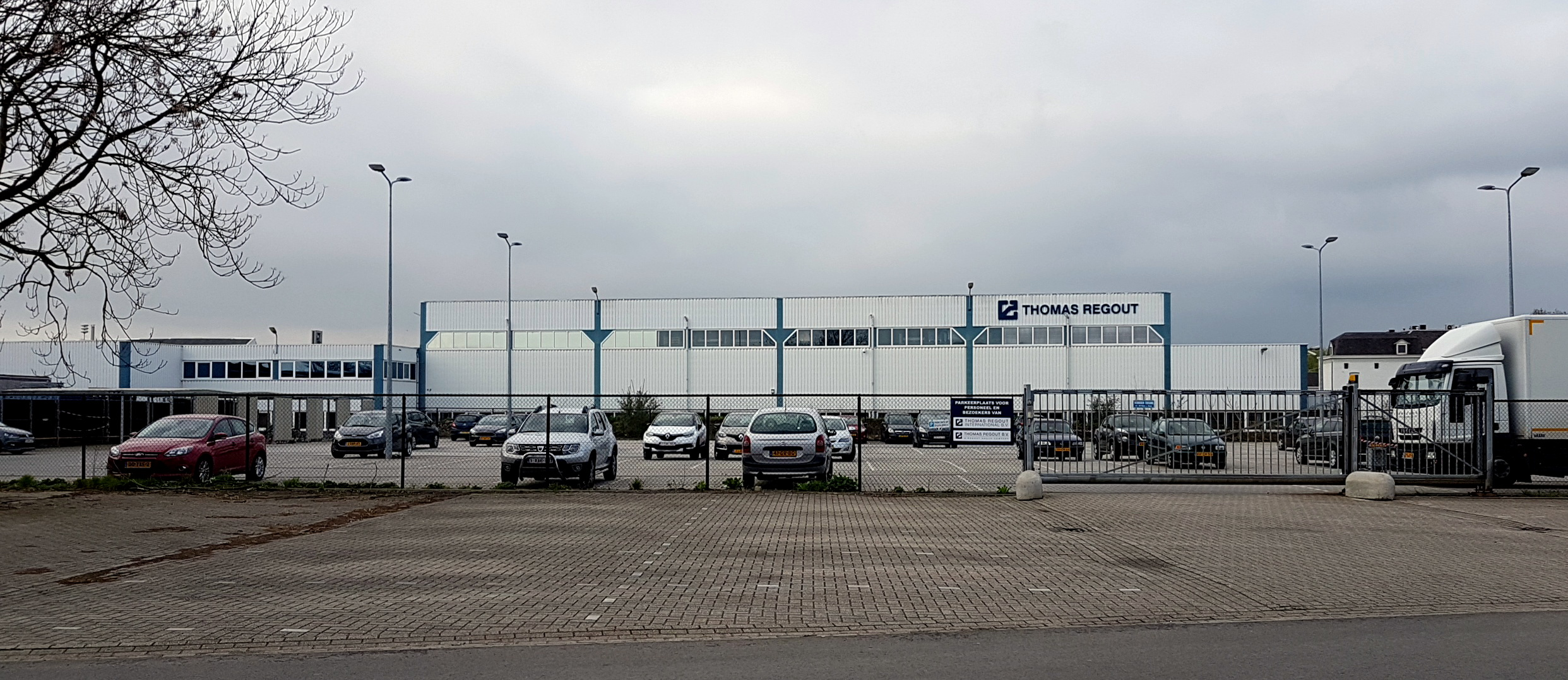
Thomas Regout metaalfabriek
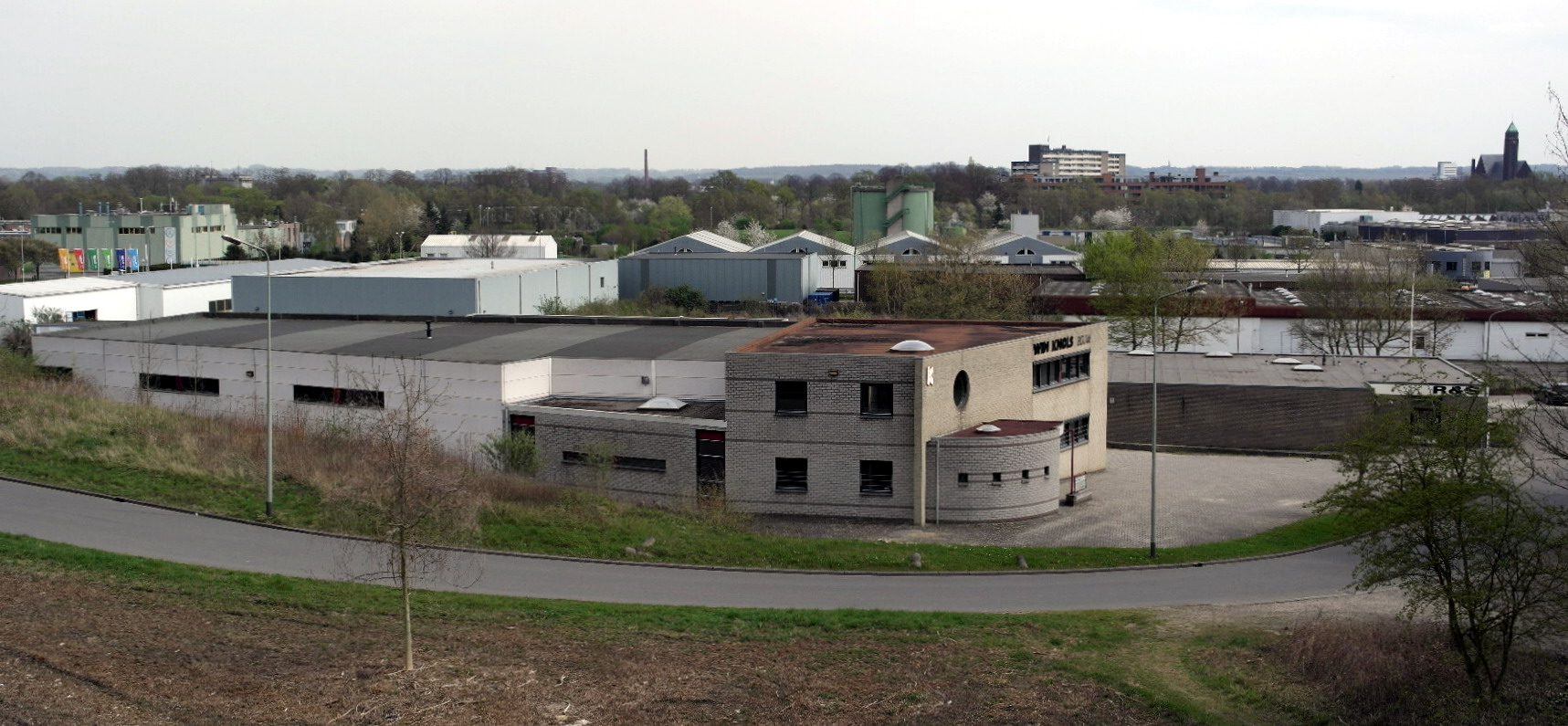
Sandersweg (o.a. BASF)
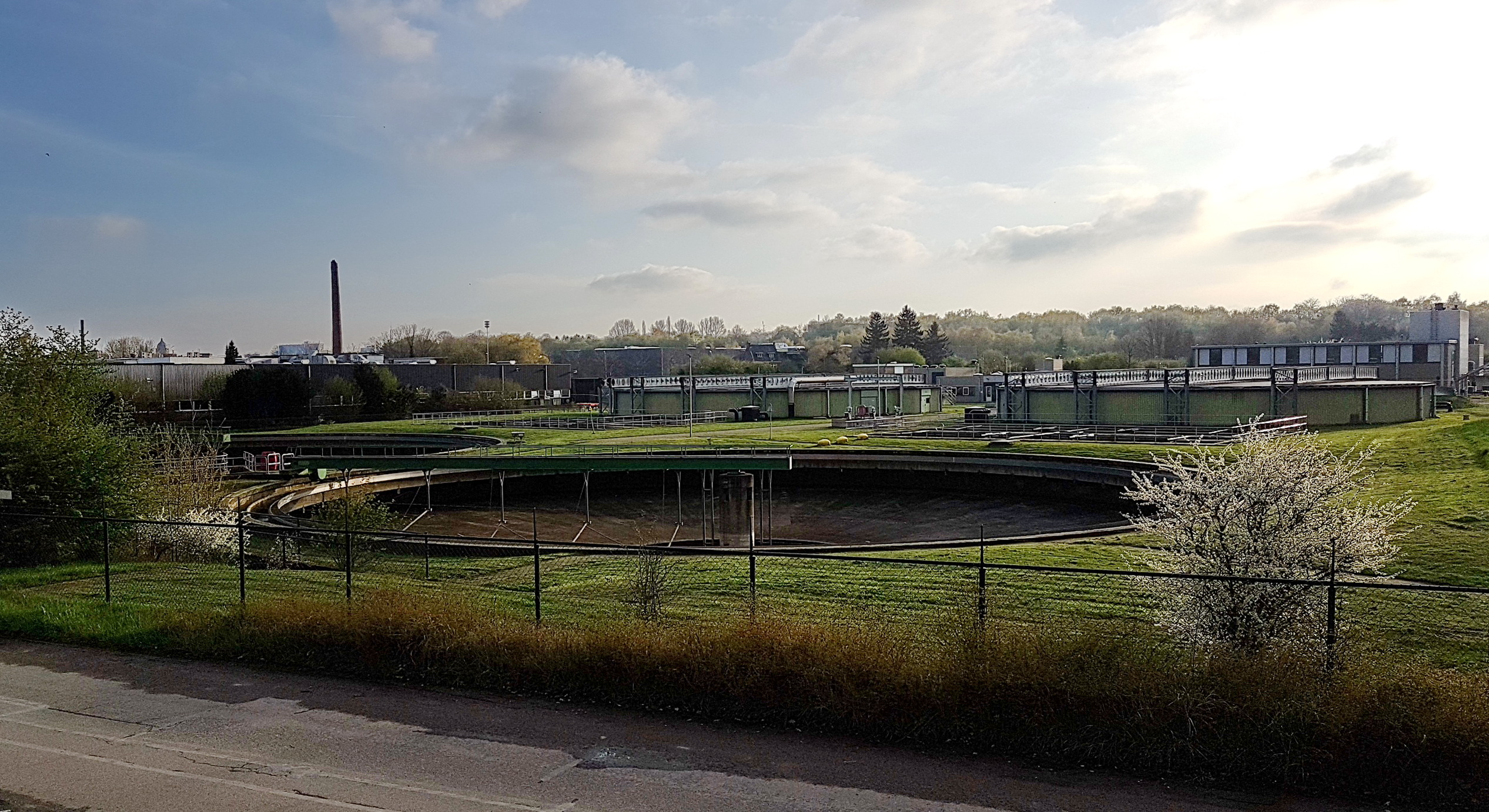
Industrieweg, RWZI
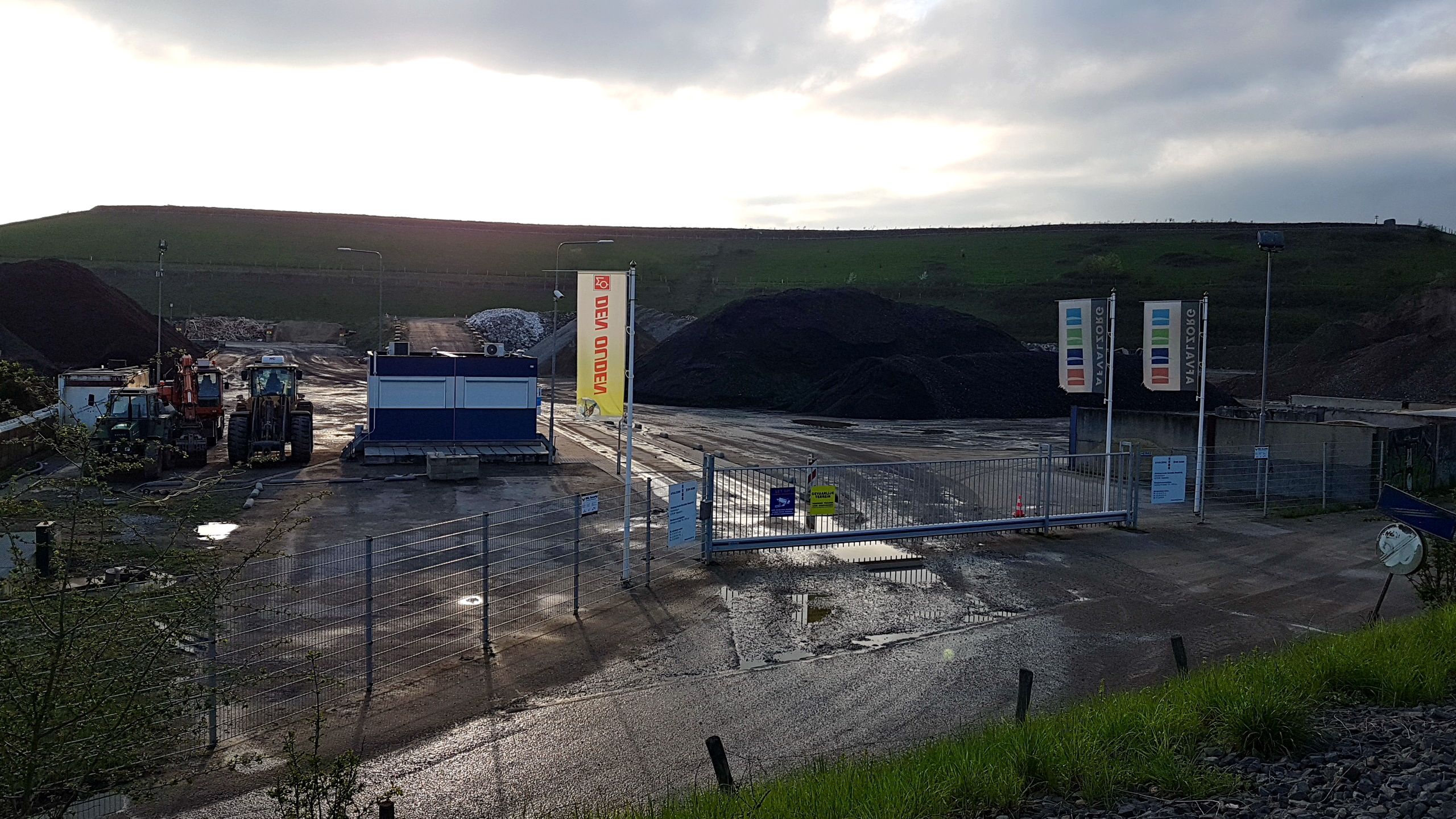
Afvalverwerkingsbedrijf